# Газменд Синани
Газменд Синани (алб. Gazmend Sinani; Приштина, 22. јун 1991 — Ђаковица, 23. јун 2018) био је албански кошаркаш са Косова и Метохије. Играо је на позицији центра, а наступао је за Лидс форд и репрезентацију Републике Косово.

## Биографија
Рођен је 22. јуна 1991. године у Приштини. Син је албанских родитеља из Подујева. Имао је косовски и турски пасош.
Дана 23. јуна 2018. године, дан након свог 27. рођендана, задобио је тешке повреде у саобраћајној несрећи у раним јутарњим часовима у Ђаковици, у којој су повређена и још тројица играча репрезентације Републике Косово: Аљтин Морина, Фисник Ругова и Гранит Ругова, заједно са физиотерапеутом Кујтимом Шаљом. Преминуо је од последица задобијених повреда, али су сви остали у несрећи преживели.